# Morgan Hentz
Morgan Irene Hentz (* 27. Juli 1998 in Fort Thomas, Kentucky) ist eine US-amerikanische Volleyballspielerin.

## Karriere
Hentz spielte beim Northern Kentucky Volleyball Club. Sie begann ihre Ausbildung an der Notre Dame Academy in Park Hills. Mit der Mannschaft gewann sie viermal die regionale Meisterschaft. Sie war Kapitänin des Teams und erhielt verschiedene individuelle Auszeichnungen. Mit der Juniorinnen-Nationalmannschaft der Vereinigten Staaten nahm sie an der U18-Weltmeisterschaft 2015 in Lima teil. Von 2016 bis 2019 studierte sie an der Stanford University. Mit der Universitätsmannschaft gewann sie 2016, 2018 und 2019 die NCAA-Meisterschaft. Sie erhielt diverse Auszeichnungen und wurde in All-Star-Teams gewählt. 2020 wurde Hentz vom deutschen Bundesligisten Dresdner SC verpflichtet. Mit dessen Bundesligakader gewann sie in der Saison 2020/21 die deutsche Meisterschaft. Nach dem Ende der Saison gab der Verein bekannt, den auslaufenden Vertrag mit Hentz nicht zu verlängern.